# 基斯迪安·比斯

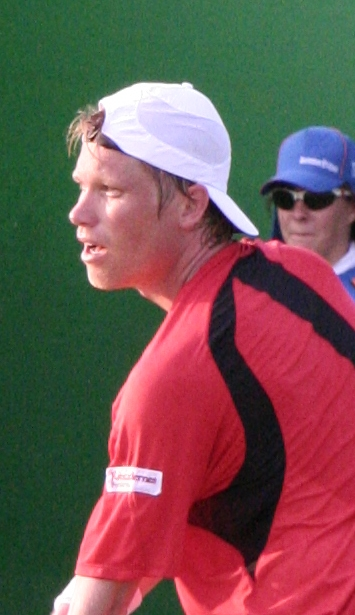
基斯迪安·比斯

基斯迪安·比斯（丹麥語：Kristian Pless，1981年2月9日—），丹麥男子职业網球運動員；他的最好成績是在2002年的法國里昂晉身單打四強。

## 外部連結
- 官方個人網頁 （丹麦文）
- 基斯迪安·比斯（英文/西班牙文）的官方資料
- 基斯迪安·比斯的國際網球總會 職業／青少年 官方資料（英文）
- 基斯迪安·比斯的官方資料（英文）